# Michel Mohrt
Michel Mohrt (Morlaix, Frankrijk, 28 april 1914 - 17 augustus 2011) was een bekende Franse schrijver en historicus.
Michel Mohrt was onder meer een groot kenner van de Noord-Amerikaanse literatuur. Na de oorlog doceerde hij aan meerdere Amerikaanse universiteiten. Hij werkte bij diverse belangrijke uitgeverijen en leverde talloze bijdragen aan kranten en tijdschriften. Hij was onder meer lange tijd literatuurcriticus bij het dagblad Le Figaro.
Voor zijn literaire oeuvre heeft hij vele prijzen ontvangen. Zijn roman La Prison maritime werd in 1962 bekroond met de Grand Prix du roman van de Académie française.
Sinds 1985 was hij lid van de Académie française.
- Bibsys: 1470399609333
- Bibliothèque nationale de France: cb11916385j (data)
- Catàleg d'autoritats de noms i títols de Catalunya: 981058520279606706
- Gemeinsame Normdatei: 118876791
- International Standard Name Identifier: 0000 0001 1764 5196
- Library of Congress Control Number: n81014056
- Nationale Bibliotheek van Tsjechië: xx0000917
- Nationale Bibliotheek van Israël: 987007463271605171
- Nederlandse Thesaurus van Auteursnamen: 068443633
- SNAC: w6bk28bb
- Système universitaire de documentation: 027033074
- Virtual International Authority File: 56613935
- WorldCat: E39PBJyRDfKMB39tTwC7fcMwYP